# 翰苑
翰苑（かんえん）とは、唐の時代に張楚金によって書かれた類書。後に雍公叡が注を付けた。現在は日本の太宰府天満宮に第30巻及び叙文のみが残る。

## 概要
660年以前に対句練習用の幼学書として書かれたとされている。注にはその出典が細かく載せられている。現存の第30巻は蕃夷部であり、匈奴・烏桓・鮮卑・倭国・西域などの15の子目に分けられている。ほとんどが失われてしまったために巻数については諸説あり、『旧唐書』張道源（著者の祖先）伝には30巻、『新唐書』芸文志には7巻と20巻の2説が併記され、『宋史』芸文志には11巻とされているが、内藤湖南によって30巻であることが明らかにされた。
日本では『日本国見在書目録』に30巻とし、また滋野貞主『秘府略』（9世紀）、『香薬抄』（平安末期）などに『翰苑』からの引用が見える。その後は失われていたが、1917年の太宰府天満宮宝物調査の際に黒板勝美によって再発見された。
太宰府天満宮所蔵写本は、内藤湖南の解説をつけて1922年に京都大学から影印出版された。1954年に国宝に指定された。1977年に、菅原道真の1075年忌事業として、竹内理三による釈文・訓読文が付けられて刊行された。
現存の写本は誤字や脱文が非常に多く読みにくいものだが、現存しない文献を多数引用し、また現存する文献であっても本文が異なっていることが多いために貴重である。日本関係では特に魚豢『魏略』を多く引くことで知られる。

## 構成
- 匈奴 烏桓 鮮卑 夫余
- 三韓 高麗 新羅 百済
- 粛慎 倭国 南蛮 西南夷
- 両越（末尾を欠く） 西羌（欠） 西域（冒頭を欠く）
- 叙

## 刊本
- 『翰苑』竹内理三校訂・解説、太宰府天満宮文化研究所、1977年2月。
- 『翰苑』竹内理三校訂・解説、吉川弘文館、1977年5月。
- 『翰苑校釈』湯浅幸孫校釈、国書刊行会、1983年2月。